# Contarinia dichanthii
Contarinia dichanthii är en tvåvingeart som beskrevs av Harris 1979. Contarinia dichanthii ingår i släktet Contarinia och familjen gallmyggor. Inga underarter finns listade i Catalogue of Life.